# Kerstin Knabe
Pour les articles homonymes, voir Claus et Knabe.
Kerstin Knabe, née Claus le 7 juillet 1959 à Oschatz, est une athlète est-allemande, pratiquant le sprint et spécialiste du 100 m haies.
Aux championnats du monde de 1983, elle a remporté la médaille d'argent sur 100 m haies derrière Bettine Jahn. Entre 1973 et 1976, elle a été entraînée par Karin Balzer.

## Palmarès

### Jeux olympiques d'été
- 1980 à Moscou ( Union soviétique)
  - 4e sur 100 m haies
- 1984 à Los Angeles ( États-Unis)
  - absente à la suite du boycott des pays de l'Est
- 1988 à Séoul ( Corée du Sud)
  - éliminée en demi-finale sur 100 m haies

### Championnats du monde d'athlétisme
- 1983 à Helsinki ( Finlande)
  -  Médaille d'argent sur 100 m haies

### Championnats d'Europe d'athlétisme
- 1982 à Athènes ( Grèce)
  -  Médaille de bronze sur 100 m haies
- 1986 à Munich ( Allemagne de l'Ouest)
  - 5e sur 100 m haies

### Championnats d'Europe d'athlétisme en salle
- 1982 à Milan ( Italie)
  -  Médaille d'or sur 60 m haies
- 1983 à Budapest ( Hongrie)
  -  Médaille d'argent sur 60 m haies
- 1986 à Madrid ( Espagne)
  -  Médaille de bronze sur 60 m haies